# Thevenetimyia quadrata
Thevenetimyia quadrata är en tvåvingeart som först beskrevs av Samuel Wendell Williston  1901.  Thevenetimyia quadrata ingår i släktet Thevenetimyia och familjen svävflugor. Inga underarter finns listade i Catalogue of Life.